# IC 2617
IC 2617 је спирална галаксија у сазвјежђу Велики медвјед која се налази на листи објеката дубоког неба у Индекс каталогу.
Деклинација објекта је + 38° 39' 52" а ректасцензија 11h 2m 7,6s. Привидна величина (магнитуда) објекта IC 2617 износи 14,4 а фотографска магнитуда 15,2. IC 2617 је још познат и под ознакама MCG 7-23-11, CGCG 213-19, PGC 33292.